# Brodiaea pallida
Brodiaea pallida är en sparrisväxtart som beskrevs av Robert Francis Hoover. Brodiaea pallida ingår i släktet Brodiaea och familjen sparrisväxter. Inga underarter finns listade i Catalogue of Life.